# Andover Down
Andover Down – wieś w Anglii, w hrabstwie Hampshire. Leży 17 km na północ od miasta Winchester i 97 km na zachód od Londynu.